# David Von Ancken
David Von Ancken, né le 5 décembre 1964 et mort le 26 juillet 2021, est un réalisateur, scénariste et producteur américain. Il est connu pour avoir réalisé de nombreux épisodes de séries ainsi que Seraphim Falls avec Pierce Brosnan et Liam Neeson.
Il est mort après une bataille de deux ans contre un cancer de l'estomac.

## Filmographie

### Réalisateur
- 1997 : Box Suite
- 2001 : Bullet in the Brain (court métrage)
- 2006 : Seraphim Falls
- 2004-2009 : Cold Case : Affaires classées (TV - 7 épisodes)
- 2011 : Awakening (téléfilm)
- 2005-2012 : Les Experts : Manhattan (TV - 8 épisodes)
- 2007-2013 : Californication (TV - 12 épisodes)
- 2011-2013 : Hell on Wheels : L'Enfer de l'ouest (TV - 7 épisodes)

### Producteur
- 2010 : Elegy (court métrage)
- 2012 : Hell on Wheels : L'Enfer de l'ouest (TV - 10 épisodes)

### Scénariste
- 1997 : Box Suite
- 2001 : Bullet in the Brain (court métrage)
- 2006 : Seraphim Falls